# Институт исландских исследований имени Аудни Магнуссона
Институт исландских исследований имени Аудни Магнуссона (исл. Stofnun Árna Magnússonar í íslenskum fræðum) — научно-исследовательский институт в Рейкьявике, находящийся в ведении министерства образования, науки и культуры Исландии. Основной научный центр страны в области изучения исландского языка и литературы, а также средневекового рукописного наследия. Назван в честь Аудни Магнуссона, известного собирателя средневековых рукописей.
Исландский институт рукописей был создан в составе Университета Исландии в 1962 году для хранения рукописей и архивных документов Арнамагнеанской коллекции, переданных ещё в 1927 году Данией (где жил Аудни Магнуссон и оказались на хранении его материалы) исландской стороне. В тот момент коллекция насчитывала всего четыре рукописных книги и около 700 актов. Однако после того, как в 1972 году Дания начала передачу Исландии всех манускриптов и актов Арнамагнеанской коллекции (а также других аналогичных хранящихся в Королевской библиотеке Дании рукописей, в первую очередь, из собрания Бриньольфюра Свейнссона), в которых речь идёт об исландской истории и культуре, число рукописей в фонде института достигло более чем 1800. Среди них такие ценные памятники, как наиболее полные рукописи Старшей и Младшей Эдд (а также иллюстрированный список последней), Книги об исландцах, Книги о заселении Исландии, Книга с Плоского острова, а также многих скандинавских саг.
В 2006 году Исландский институт рукописей был выведен из состава университета и объединён с Институтом исландского языка (созданным в 1985 году в качестве основной инстанции, регулирующей развитие языка), Институтом лексикографии Университета Исландии, Институтом Сигюрдюра Нордаля и Институтом наименования географических объектов (функционировавшем при Музее Исландии) в единое научное учреждение.